# Tercera Federación - Grupo VII 2022-23
La temporada 2022-23 del Grupo VII de la Tercera Federación de fútbol comenzó el 11 de septiembre de 2022 y finalizó el 23 de abril de 2023. Posteriormente se disputa la promoción de ascenso entre el 30 de abril y el 21 de mayo de 2023 en su fase territorial, y para finalizar en su fase nacional entre el 28 de mayo y el 4 de junio de 2023. Se trata de la segunda edición tras la restructuración de las categorías no profesionales por parte de la RFEF y es la quinta categoría a nivel nacional.

## Sistema de competición
Participan dieciséis clubes en un único grupo. Se enfrentan todos contra todos en dos ocasiones -una en campo propio y otra en campo contrario- durante un total de 30 jornadas. El orden de los encuentros se decide por sorteo antes de empezar la competición. La Federación de Fútbol de la Comunidad de Madrid es la responsable de designar las fechas de los partidos y los árbitros de cada encuentro, reservando al equipo local la potestad de fijar el horario exacto de cada encuentro.
Una vez finalizada la competición, el primer clasificado asciende directamente a Segunda Federación, se clasifica a la Copa del Rey de fútbol 2023-24 (siempre que no sea un equipo filial) y se proclama campeón de Tercera Federación.
Los clasificados entre el segundo y el quinto lugar disputan un Play Off territorial en formato de eliminatorias a doble partido ida y vuelta. En caso de empate el vencedor de la eliminatoria es el equipo mejor clasificado. El equipo vencedor de este Play Off se clasifica a la Promoción de ascenso a Segunda Federación que tiene carácter de final interterritorial.
Los tres últimos clasificados descendían directamente a Preferente Madridpero en el mes de mayo y una vez finalizada la temporada se anunció el acuerdo de la ampliación de la categoría, pasando de dieciséis a dieciocho equipos en cada uno de los grupos de Tercera Federación. En el mes de junio la RFEF lo confirmó en una circular, anunciando que las dos plazas vacantes deben ser propuestas por las federaciones territoriales y aprobadas por la RFEF, amparándose en los artículos 119 y 217 del Reglamento General en los que se da prioridad a los equipos que hayan ocupado puestos de descenso en esta categoría.
El sistema de competición y las consecuencias clasificatorias fueron aprobadas por la RFEF.
Antes del inicio de la temporada liguera, se disputa la Copa RFFM de Tercera División, en la que participan los 8 mejores clubes, no ascendidos, de la temporada anterior. La Copa RFFM da inicio a las competiciones de la categoría.
En la actual temporada, la Copa RFFM de Tercera División 2022-23 no se llegó a disputar por falta de fechas.

## Equipos participantes

### Ascensos y descensos
Un total de dieciséis equipos la disputan: Once equipos de Tercera Federación - Grupo VII 2021-22, un equipo descendido de Segunda Federación y cuatro ascendidos de Regional Preferente: los dos primeros clasificados de los Grupo 1 y 2 y; los dos segundos clasificados de los Grupos 1 y 2 de Regional Preferente 2021-22.
| Pos.  | Ascendidos a 2.ª Federación |
| ----- | --------------------------- |
| 1.º   | Atlético de Madrid "B"      |
| P.off | A. D. Alcorcón "B" (4º)     |

| Pos. | Descendidos de 2.ª División RFEF |
| ---- | -------------------------------- |
| 14.º | C. D. Móstoles U.R.J.C.          |

| Pos.   | Ascendidos de Preferente Madrid |
| ------ | ------------------------------- |
| 1.º G1 | C. D. Canillas                  |
| 1.º G2 | RSC Internacional F. C.         |
| 2.º G1 | C. U. Collado Villalba          |
| 2.º G2 | Real Aranjuez C. F.             |

| Pos. | Descendidos a Preferente Madrid |
| ---- | ------------------------------- |
| 14.º | A. D. Parla                     |
| 15.º | C. D. F. Tres Cantos            |
| 16.º | S. A. D. Villaverde San Andrés  |
| 17.º | E. D. Moratalaz                 |
| 18.º | A. D. Villaviciosa de Odón      |
| 19.º | A. D. Complutense Alcalá        |
| 20.º | R. C. D. Carabanchel            |
| 21.º | C. D. C. Moscardó               |

### Información de los equipos
| Equipo                          | Ciudad                              | Estadio                                                         | Aforo       |
| ------------------------------- | ----------------------------------- | --------------------------------------------------------------- | ----------- |
| R. S. D. Alcalá                 | Alcalá de Henares                   | El Val                                                          | 7.000       |
| Real Aranjuez C. F.             | Aranjuez                            | Municipal El Deleite                                            | 6.000       |
| C. D. Canillas                  | Madrid                              | Instalaciones Municipales de Canillas                           | 1.000       |
| C. U. Collado Villalba          | Collado Villalba                    | Ciudad deportiva Collado Villalba                               | 1.000       |
| / C. F. Fuenlabrada Promesas    | Fuenlabrada / Moraleja de Enmedio   | La Aldehuela / La Dehesa                                        | 6.000 / 800 |
| C. D. Galapagar                 | Galapagar                           | El Chopo                                                        | 1.000       |
| Getafe C. F. "B"                | Getafe                              | Ciudad deportiva Fernando Santos de la Parra                    | 1.500       |
| RSC Internacional F. C.         | Madrid                              | Ciudad Real Madrid                                              | 1.100       |
| C. D. Móstoles U.R.J.C.         | Móstoles                            | El Soto                                                         | 14.000      |
| / C. D. B. Paracuellos Antamira | Paracuellos de Jarama / Majadahonda | Campo municipal de Paracuellos / Instalación deportiva La Oliva | 2.500 / 250 |
| C. F. Pozuelo de Alarcón        | Pozuelo de Alarcón                  | Valle de las Cañas                                              | 2.000       |
| Rayo Vallecano "B"              | Madrid                              | Cd. Dep. Fundación Rayo Vallecano                               | 2.900       |
| Las Rozas C. F.                 | Las Rozas                           | Dehesa de Navalcarbón                                           | 3.000       |
| A. D. Torrejón C. F.            | Torrejón de Ardoz                   | Las Veredillas                                                  | 500         |
| C. F. Trival Valderas           | Alcorcón                            | La Canaleja                                                     | 2.000       |
| C. D. E. Ursaria                | Cobeña                              | Municipal La Dehesa                                             | 800         |

Notas
1. ↑  Será absorbido en la presente temporada y pasará a ser de forma oficial Real Madrid C. F. "C". El acuerdo entraría en vigor en la temporada 2023-24.

| RSD Alcalá Paracuellos Trival Valderas Móstoles Fuenlabrada Promesas Getafe "B" Las Rozas Pozuelo Rayo "B" Torrejón Galapagar Ursaria Aranjuez Internacional Canillas Villalba |

### Cambios de entrenadores
| Equipo                     | Entrenador (Jornadas)           | Fecha de vacante        | Tipo de salida     | Posición en la tabla | Entrenador entrante   | Fecha de nombramiento   |
| -------------------------- | ------------------------------- | ----------------------- | ------------------ | -------------------- | --------------------- | ----------------------- |
| R. S. D. Alcalá            | Jorge Martín de San Pablo (1-5) | 12 de octubre de 2022   | Dimitió            | 16.º                 | Carlos Pérez          | 12 de octubre de 2022   |
| Getafe C. F. "B"           | Ángel Dongil (1-14)             | 30 de diciembre de 2022 | Destituido         | 3.º                  | Emilio Ferreras       | 30 de diciembre de 2022 |
| A. D. Torrejón C. F.       | Emilio López (1-15)             | 10 de enero de 2023     | Dimitió            | 12.º                 | Fran Pérez INT        | 16 de enero de 2023     |
| A. D. Torrejón C. F.       | Fran Pérez INT (16)             | 17 de enero de 2023     | Fin de interinidad | 12.º                 | Michelón              | 24 de enero de 2023     |
| C. U. Collado Villalba     | Pepón López (1-16)              | 15 de enero de 2023     | Destituido         | 13.º                 | Walter Alanis Caprile | 15 de enero de 2023     |
| C. D. Móstoles URJC.       | Fran Morillas (1-17)            | 23 de enero de 2023     | Destituido         | 5.º                  | Víctor González       | 24 de enero de 2023     |
| C. F. Fuenlabrada Promesas | Roberto Peragón (1-21)          | 22 de febrero de 2023   | Destituido         | 15.º                 | Fede Bahón            | 23 de febrero de 2023   |
| C. F. Trival Valderas      | Jorge Murga (1-24)              | 14 de marzo de 2023     | Destituido         | 10.º                 | Ernesto Gallardo      | 15 de marzo de 2023     |
| RSC Internacional F. C.    | Luis García (1-27)              | 3 de abril de 2023      | Desvinculado       | 2.º                  | Pau Quedada           | 4 de abril de 2023      |

## Árbitros
1. Alcibar Beristaín, Jon
2. Alonso Campos, Luis (2)
3. Álvarez Castaño, Jorge
4. Barranquero Sánchez, Eduardo (2)
5. Bustos Pereira, Enrique (2)
6. Cabedo Figueredo, Javier (2)
7. Calvo Valentín, Elisabeth (2)
8. Carrascosa Vázquez, Cristian José (2)
9. Carte Echeverría, Asier
10. Clavería García, Álvaro
11. Conde Clemente, Kilian (2)
12. De La Mata Martínez, Raúl (2)
13. De Mingo Collados, Víctor
14. De Oses Bumedien, Francisco (2)
15. Delgado Benítez, Raúl
16. Díaz Rodríguez, Luis Miguel (2)
17. Espinosa Ríos, Alicia (2)
18. Ferrero Melchor, Ignacio
19. García-Gil Tallante, David
20. Gay Vázquez, Diego
21. Giurca, Alin Nicolae
22. Gómez Blázquez, Miguel (2)
23. Hidalgo Alejo, Rafael (2)
24. Huerta Duque, Manuel (2)
25. López Montalbán, Daniel (2)
26. Muñoz Moreno, Jaime (2)
27. Parra González, Víctor
28. Pérez Torres, Diego
29. Pinilla Serrano, Adrián (2)
30. Sáenz De Buruaga Arias, Julio
31. Sánchez Jiménez, David (2)
32. Vicente Juárez, Ángel

1. Abajo Fernández, Jorge
2. Almansa Heras, Sergio
3. Aparicio García, Andrés
4. Báez Bustillo, Javier
5. Benito Martínez, Sergio
6. Bernabéu Fernández, Alejandro
7. Blanco De La Fuente, Eduardo
8. Blanco González, Rubén
9. Blanco Martin, Javier
10. Blanco Rivera, Daniel
11. Bordons Romero, Mario
12. Britos Delgado, Luis
13. Cabado Rodríguez, Yago
14. Cabero Valle, Ignacio José
15. Calleja Sánchez, Julio Francisco
16. Campos Ventureira, Ángel
17. Cardero Arranz, Santiago
18. Cerro Santos, Adrián
19. Chacón Lara, León Alberto
20. Charle Llamas, Mateo
21. Conde Clemente, Kevin
22. Consuegra Merino, Adrián
23. Contreras Patiño, Elena
24. Cuñado Daparte, Borja
25. Del Río Valle, Miguel Ángel
26. Donato Morales, Alejandro
27. Feito Rabanal, David
28. Fernández Alcobendas, Óscar
29. Fernández Baert, Jaime
30. Fernández Barajas, Roberto
31. Fernández Lebrusan, Miguel
32. Fernández Molinero, Sergio
33. García Casado, Álvaro
34. García Gutiérrez, David
35. García Mínguez, Alonso
36. Gómez Álvarez, Ángel
37. Gómez Gómez, Patricia
38. González Guisado, Sergio
39. González López-Rey, Sandra
40. González Mendes, Soraya
41. González Seijas, Jorge
42. Herráez Collado, Víctor
43. Ibáñez Gutiérrez, Ángel
44. Juaranz Díaz, Daniel
45. Jurca, Mihai Alexandru
46. Lara Soler, Juan Manuel
47. Lázaro Vadillo, David
48. Lluesma Torroella, Óscar
49. López Cuevas, Agustín
50. López Del Precinto, David
51. Madalosso, Riccardo
52. Maldonado Llorente, Rubén
53. Mañanes Díaz, Óscar
54. Martínez Angulo, Daniel
55. Martínez Bachiller, David
56. Martínez Peralta, Christian
57. Martin-Salas Jiménez, Rubén
58. Mendoza Cembranos, Pablo
59. Morato Jiménez, Ramón
60. Moreno Avilés, Daniel
61. Moreno Moraleda, Ismael
62. Muñoz Otero, Sergio
63. Naranjo Camarero, Carlos
64. Navarro Redondo, Álvaro
65. Pedraza Zorrero, Adrián
66. Pérez Carrasco, Alejandro
67. Pérez Encinas, Iván
68. Pérez Ginés, Víctor
69. Rabadán Millo, Lander
70. Ramos García, Iván
71. Ranz Castañeda, Samuel
72. Rodríguez Giraldo, Iván
73. Rojo Tirado, Miguel Ángel
74. Romanillos García, Gonzalo
75. Romero Agudo, David
76. Royo Cid, Carlos
77. Rubio Pino, César
78. Sánchez Arribas, David
79. Sánchez López, Samuel
80. Sánchez-Seco Toledano, Rafael
81. Serrano Martín, David
82. Solera Alfonso, Adrián
83. Tallón Fernández, Adrián
84. Tobares González, Pablo
85. Torralba Castañeda, Pablo
86. Valero Barrales, Juan Carlos
87. Valle Domingo, Antonio
88. Ventura Verderico, Fernando Luciano
89. Vialcho Miranda, Miguel Ángel
90. Vicedo Penedo, Joshua
91. Zújar Martínez, Pedro David

## Clasificación
| Pos. | Equipo                         | Pts. | PJ | G  | E  | P  | GF | GC | Dif. |                                                                          |
| ---- | ------------------------------ | ---- | -- | -- | -- | -- | -- | -- | ---- | ------------------------------------------------------------------------ |
| 1    | C. D. E. Ursaria (A, C)        | 68   | 30 | 20 | 8  | 2  | 62 | 22 | +40  | Ascenso a Segunda Federación y Copa del Rey                              |
| 2    | RSC International F. C.*       | 67   | 30 | 21 | 4  | 5  | 73 | 27 | +46  | Acceso a Promoción de Ascenso a Segunda Federación                       |
| 3    | Getafe C. F. "B" (A)           | 54   | 30 | 15 | 9  | 6  | 49 | 24 | +25  | Acceso a Promoción a Segunda Federación con Ascenso a Segunda Federación |
| 4    | C. D. B. Paracuellos Antamira* | 48   | 30 | 14 | 6  | 10 | 48 | 40 | +8   | Acceso a Promoción de Ascenso a Segunda Federación                       |
| 5    | C. D. Móstoles U.R.J.C.*       | 47   | 30 | 14 | 5  | 11 | 38 | 32 | +6   | Acceso a Promoción de Ascenso a Segunda Federación                       |
| 6    | R. S. D. Alcalá*               | 46   | 30 | 12 | 10 | 8  | 31 | 28 | +3   |                                                                          |
| 7    | Las Rozas C. F.*               | 45   | 30 | 13 | 6  | 11 | 37 | 38 | −1   |                                                                          |
| 8    | C. F. Trival Valderas*         | 37   | 30 | 11 | 4  | 15 | 38 | 44 | −6   |                                                                          |
| 9    | C. F. Pozuelo de Alarcón*      | 37   | 30 | 9  | 10 | 11 | 37 | 46 | −9   |                                                                          |
| 10   | A. D. Torrejón C. F.*          | 35   | 30 | 9  | 8  | 13 | 31 | 42 | −11  |                                                                          |
| 11   | C. D. Galapagar                | 35   | 30 | 10 | 5  | 15 | 38 | 44 | −6   |                                                                          |
| 12   | C. U. Collado Villalba         | 34   | 30 | 9  | 7  | 14 | 30 | 45 | −15  |                                                                          |
| 13   | C. D. Canillas                 | 34   | 30 | 9  | 7  | 14 | 34 | 46 | −12  |                                                                          |
| 14   | Rayo Vallecano "B"             | 33   | 30 | 9  | 6  | 15 | 42 | 41 | +1   |                                                                          |
| 15   | C. F. Fuenlabrada Promesas (D) | 32   | 30 | 9  | 5  | 16 | 31 | 52 | −21  | Descenso a Preferente Madrid                                             |
| 16   | Real Aranjuez C. F. (D)        | 16   | 30 | 4  | 4  | 22 | 21 | 64 | −43  | Descenso a Preferente Madrid                                             |

Actualizado a los partidos jugados el 23 de abril de 2023.
 Fuente: Resultados Fútbol
Notas
1. ↑  «Aprobada la nueva Tercera RFEF: los descendidos, a por las vacantes». Diario AS. 12 de junio de 2023. Consultado el 14 de junio de 2023.

(*) Clasificados para la Copa RFFM de Tercera División 2023-24.
|                  |
| Campeón          |
| C. D. E. Ursaria |
| 1.er título      |

### Evolución de la clasificación
| Jornada              | 1    | 2    | 3    | 4    | 5    | 6    | 7    | 8    | 9    | 10   | 11   | 12   | 13   | 14   | 15   | 16   | 17   | 18   | 19   | 20   | 21   | 22   | 23   | 24   | 25   | 26   | 27   | 28   | 29   | 30   |
| Equipo               |      |      |      |      |      |      |      |      |      |      |      |      |      |      |      |      |      |      |      |      |      |      |      |      |      |      |      |      |      |      |
| -------------------- | ---- | ---- | ---- | ---- | ---- | ---- | ---- | ---- | ---- | ---- | ---- | ---- | ---- | ---- | ---- | ---- | ---- | ---- | ---- | ---- | ---- | ---- | ---- | ---- | ---- | ---- | ---- | ---- | ---- | ---- |
| Ursaria              | 4.º  | 3.º  | 2.º  | 1.º  | 1.º  | 1.º  | 1.º  | 1.º  | 1.º  | 1.º  | 1.º  | 1.º  | 1.º  | 1.º  | 1.º  | 1.º  | 1.º  | 1.º  | 1.º  | 1.º  | 1.º  | 1.º  | 1.º  | 1.º  | 1.º  | 1.º  | 1.º  | 2.º  | 2.º  | 1.º  |
| RSC Internacional    | 1.º  | 5.º  | 11.º | 6.º  | 4.º  | 2.º  | 2.º  | 2.º  | 2.º  | 2.º  | 2.º  | 4.º  | 2.º  | 2.º  | 2.º  | 2.º  | 2.º  | 2.º  | 2.º  | 2.º  | 2.º  | 2.º  | 2.º  | 2.º  | 2.º  | 2.º  | 2.º  | 1.º  | 1.º  | 2.º  |
| Getafe "B"           | 2.º  | 1.º  | 1.º  | 2.º  | 2.º  | 3.º  | 3.º  | 3.º  | 3.º  | 3.º  | 3.º  | 2.º  | 3.º  | 3.º  | 3.º  | 3.º  | 3.º  | 4.º  | 3.º  | 3.º  | 3.º  | 4.º  | 4.º  | 4.º  | 4.º  | 4.º  | 3.º  | 3.º  | 3.º  | 3.º  |
| Paracuellos          | 14.º | 8.º  | 5.º  | 10.º | 6.º  | 8.º  | 5.º  | 6.º  | 4.º  | 6.º  | 6.º  | 6.º  | 8.º  | 9.º  | 8.º  | 11.º | 11.º | 12.º | 9.º  | 8.º  | 6.º  | 6.º  | 5.º  | 6.º  | 5.º  | 6.º  | 5.º  | 4.º  | 6.º  | 4.º  |
| Móstoles URJC        | 5.º  | 4.º  | 3.º  | 5.º  | 3.º  | 5.º  | 8.º  | 7.º  | 7.º  | 5.º  | 7.º  | 7.º  | 5.º  | 7.º  | 5.º  | 6.º  | 5.º  | 5.º  | 5.º  | 5.º  | 4.º  | 3.º  | 3.º  | 3.º  | 3.º  | 3.º  | 4.º  | 5.º  | 7.º  | 5.º  |
| Alcalá               | 9.º  | 12.º | 13.º | 15.º | 16.º | 16.º | 15.º | 15.º | 11.º | 9.º  | 9.º  | 11.º | 9.º  | 8.º  | 10.º | 10.º | 9.º  | 9.º  | 10.º | 9.º  | 9.º  | 10.º | 8.º  | 8.º  | 7.º  | 7.º  | 6.º  | 7.º  | 4.º  | 6.º  |
| Las Rozas            | 12.º | 13.º | 14.º | 16.º | 13.º | 15.º | 13.º | 10.º | 8.º  | 7.º  | 5.º  | 5.º  | 7.º  | 6.º  | 6.º  | 4.º  | 4.º  | 3.º  | 4.º  | 4.º  | 5.º  | 5.º  | 6.º  | 5.º  | 6.º  | 5.º  | 7.º  | 6.º  | 5.º  | 7.º  |
| Trival Valderas      | 7.º  | 11.º | 8.º  | 4.º  | 7.º  | 4.º  | 6.º  | 4.º  | 6.º  | 4.º  | 4.º  | 3.º  | 4.º  | 4.º  | 4.º  | 5.º  | 7.º  | 7.º  | 8.º  | 7.º  | 8.º  | 9.º  | 10.º | 10.º | 9.º  | 8.º  | 9.º  | 8.º  | 8.º  | 8.º  |
| Pozuelo de Alarcón   | 8.º  | 9.º  | 6.º  | 7.º  | 9.º  | 6.º  | 4.º  | 5.º  | 5.º  | 8.º  | 8.º  | 8.º  | 6.º  | 5.º  | 7.º  | 7.º  | 6.º  | 6.º  | 6.º  | 6.º  | 7.º  | 7.º  | 7.º  | 7.º  | 8.º  | 9.º  | 8.º  | 9.º  | 11.º | 9.º  |
| Torrejón             | 10.º | 10.º | 7.º  | 3.º  | 5.º  | 7.º  | 7.º  | 9.º  | 10.º | 11.º | 11.º | 10.º | 12.º | 10.º | 12.º | 12.º | 12.º | 10.º | 11.º | 12.º | 10.º | 11.º | 11.º | 11.º | 12.º | 10.º | 11.º | 11.º | 9.º  | 10.º |
| Galapagar            | 6.º  | 6.º  | 12.º | 9.º  | 11.º | 11.º | 11.º | 14.º | 13.º | 15.º | 13.º | 12.º | 11.º | 13.º | 11.º | 9.º  | 10.º | 11.º | 12.º | 13.º | 13.º | 12.º | 13.º | 12.º | 11.º | 11.º | 12.º | 12.º | 10.º | 11.º |
| Collado Villalba     | 11.º | 15.º | 15.º | 13.º | 10.º | 10.º | 10.º | 8.º  | 9.º  | 10.º | 10.º | 9.º  | 10.º | 11.º | 13.º | 13.º | 13.º | 13.º | 13.º | 11.º | 12.º | 13.º | 12.º | 13.º | 13.º | 14.º | 14.º | 13.º | 13.º | 12.º |
| Canillas             | 3.º  | 2.º  | 4.º  | 8.º  | 8.º  | 9.º  | 9.º  | 12.º | 14.º | 12.º | 12.º | 13.º | 14.º | 15.º | 15.º | 15.º | 15.º | 14.º | 15.º | 15.º | 14.º | 15.º | 15.º | 14.º | 14.º | 13.º | 13.º | 14.º | 14.º | 13.º |
| Rayo "B"             | 13.º | 7.º  | 9.º  | 11.º | 12.º | 14.º | 16.º | 16.º | 16.º | 14.º | 15.º | 14.º | 13.º | 12.º | 9.º  | 8.º  | 8.º  | 8.º  | 7.º  | 10.º | 11.º | 8.º  | 9.º  | 9.º  | 10.º | 12.º | 10.º | 10.º | 12.º | 14.º |
| Fuenlabrada Promesas | 16.º | 16.º | 16.º | 14.º | 15.º | 13.º | 14.º | 11.º | 12.º | 13.º | 14.º | 15.º | 15.º | 14.º | 14.º | 14.º | 14.º | 15.º | 14.º | 14.º | 15.º | 14.º | 14.º | 15.º | 15.º | 15.º | 15.º | 15.º | 15.º | 15.º |
| Real Aranjuez        | 15.º | 14.º | 10.º | 12.º | 14.º | 12.º | 12.º | 13.º | 15.º | 16.º | 16.º | 16.º | 16.º | 16.º | 16.º | 16.º | 16.º | 16.º | 16.º | 16.º | 16.º | 16.º | 16.º | 16.º | 16.º | 16.º | 16.º | 16.º | 16.º | 16.º |

## Resultados
Los horarios corresponden al huso horario de España (Hora central europea): UTC+1 en horario estándar y UTC+2 en horario de verano.

### Tabla de resultados cruzados
| Local \ Visitante          | ALA | ARA | CAN | VIL | FUE | GAL | GET | INT | LRO | MOS | PAC | POZ | RAY | TOR | TRI | URS |
| -------------------------- | --- | --- | --- | --- | --- | --- | --- | --- | --- | --- | --- | --- | --- | --- | --- | --- |
| R. S. D. Alcalá            | —   | 3–1 | 1–0 | 1–0 | 4–1 | 1–1 | 0–0 | 0–2 | 0–1 | 0–1 | 0–1 | 3–1 | 1–0 | 1–0 | 1–0 | 1–1 |
| Real Aranjuez C. F.        | 2–3 | —   | 0–1 | 0–2 | 0–1 | 0–2 | 0–0 | 0–3 | 0–1 | 2–0 | 0–2 | 1–1 | 0–3 | 3–0 | 1–5 | 1–3 |
| C. D. Canillas             | 0–0 | 0–1 | —   | 0–1 | 0–1 | 3–2 | 2–2 | 0–2 | 0–3 | 1–1 | 1–0 | 1–0 | 3–1 | 2–1 | 2–1 | 1–1 |
| C. U. Collado Villalba     | 0–0 | 0–1 | 2–1 | —   | 2–1 | 0–1 | 0–6 | 2–4 | 4–3 | 1–3 | 4–3 | 1–2 | 0–2 | 0–2 | 1–2 | 2–1 |
| C. F. Fuenlabrada Promesas | 0–2 | 1–0 | 2–1 | 0–1 | —   | 0–2 | 0–1 | 2–5 | 0–3 | 2–1 | 1–1 | 2–3 | 2–1 | 3–1 | 2–0 | 0–3 |
| C. D. Galapagar            | 1–1 | 3–1 | 4–0 | 2–0 | 1–1 | —   | 0–0 | 0–5 | 2–0 | 0–1 | 2–1 | 7–1 | 1–1 | 0–2 | 1–3 | 1–2 |
| Getafe C. F. "B"           | 0–1 | 4–1 | 3–3 | 1–1 | 2–1 | 1–0 | —   | 2–3 | 3–1 | 1–3 | 0–0 | 1–1 | 1–2 | 3–0 | 3–0 | 0–0 |
| RSC Internacional C. F.    | 4–0 | 4–1 | 2–1 | 1–1 | 4–0 | 5–0 | 0–1 | —   | 4–0 | 2–1 | 1–2 | 1–0 | 0–0 | 4–2 | 5–0 | 1–1 |
| Las Rozas C. F.            | 1–2 | 0–0 | 1–1 | 0–0 | 2–1 | 1–0 | 0–2 | 0–2 | —   | 2–1 | 3–1 | 1–2 | 2–2 | 1–1 | 4–2 | 0–3 |
| C. D. Móstoles U.R.J.C.    | 1–0 | 2–1 | 4–1 | 1–1 | 3–1 | 2–0 | 0–1 | 0–1 | 1–0 | —   | 2–4 | 2–0 | 1–1 | 0–1 | 1–0 | 0–1 |
| C. D. B. Paracuellos       | 1–1 | 4–1 | 2–2 | 1–0 | 2–0 | 4–1 | 1–0 | 1–1 | 2–1 | 2–4 | —   | 4–3 | 1–0 | 0–2 | 3–0 | 1–3 |
| C. F. Pozuelo de Alarcón   | 0–0 | 1–0 | 2–1 | 0–0 | 3–1 | 2–0 | 0–4 | 2–3 | 0–1 | 1–1 | 0–0 | —   | 3–0 | 2–1 | 2–2 | 3–3 |
| Rayo Vallecano "B"         | 3–1 | 6–0 | 1–0 | 2–1 | 2–2 | 1–2 | 1–2 | 5–2 | 0–1 | 0–1 | 1–2 | 3–1 | —   | 1–2 | 0–1 | 1–3 |
| A. D. Torrejón C. F.       | 1–1 | 4–2 | 0–1 | 0–0 | 0–0 | 3–2 | 2–1 | 0–1 | 0–1 | 0–0 | 2–0 | 1–1 | 2–2 | —   | 1–1 | 0–3 |
| C. F. Trival Valderas      | 3–1 | 0–0 | 1–2 | 1–3 | 1–2 | 1–0 | 1–3 | 2–1 | 0–1 | 3–0 | 2–1 | 0–0 | 4–0 | 2–0 | —   | 0–1 |
| C. D. E. Ursaria           | 1–1 | 5–1 | 4–3 | 3–0 | 1–1 | 1–0 | 0–1 | 1–0 | 2–2 | 2–0 | 2–1 | 2–0 | 3–0 | 4–0 | 2–0 | —   |

## Promoción de ascenso a Segunda Federación
Se desarrollará mediante el sistema de eliminación directa conforme a lo dispuesto en el Reglamento General, jugando cada eliminatoria a doble partido. Participarán los clubes clasificados entre los puestos 2.º y 5.º y constará de tres eliminatorias. La primera y segunda eliminatoria se disputarán entre equipos pertenecientes al mismo grupo 7, mientras que la tercera, relativa a las finales por el ascenso, se realizará, mediante sorteo puro, entre los ganadores de la segunda eliminatoria de los demás grupos de Tercera Federación. 
En caso de empate a goles en el sumatorio de los partidos de ida y vuelta, siendo el primer partido en el terreno de juego del peor clasificado, se celebrará un tiempo extra de 30 minutos dividido en dos partes de quince minutos cada una. Finalizado el tiempo extra, se declarará vencedor el equipo que haya conseguido más goles en el tiempo extra. Si a la conclusión del tiempo extra permanece el resultado en empate, se proclamará vencedor al equipo que hubiese obtenido mejor posición en la fase regular.

### Equipos clasificados
| Pos. | Grupo VII                       |
| ---- | ------------------------------- |
| 2.°  | RSC Internacional F. C.         |
| 3.°  | Getafe C. F. "B"                |
| 4.°  | / C. D. B. Paracuellos Antamira |
| 5.°  | C. D. Móstoles URJC             |

|  | Semifinales                                          | Semifinales                                          | Semifinales                                          | Semifinales                                          |   |     | Final                                                | Final                                                | Final                                                | Final                                                |  |
|  | 30 de abril de 2023 (ida) 7 de mayo de 2023 (vuelta) | 30 de abril de 2023 (ida) 7 de mayo de 2023 (vuelta) | 30 de abril de 2023 (ida) 7 de mayo de 2023 (vuelta) | 30 de abril de 2023 (ida) 7 de mayo de 2023 (vuelta) |   |     | 14 de mayo de 2023 (ida) 20 de mayo de 2023 (vuelta) | 14 de mayo de 2023 (ida) 20 de mayo de 2023 (vuelta) | 14 de mayo de 2023 (ida) 20 de mayo de 2023 (vuelta) | 14 de mayo de 2023 (ida) 20 de mayo de 2023 (vuelta) |  |
|  |                                                      |                                                      |                                                      |                                                      |   |     |                                                      |                                                      |                                                      |                                                      |  |
|  |                                                      |                                                      |                                                      |                                                      |   |     |                                                      |                                                      |                                                      |                                                      |  |
|  | 5.º                                                  | C. D. Móstoles URJC                                  | 2                                                    | 0                                                    |   |     |                                                      |                                                      |                                                      |                                                      |  |
|  | 5.º                                                  | C. D. Móstoles URJC                                  | 2                                                    | 0                                                    |   |     |                                                      |                                                      |                                                      |                                                      |  |
|  | 2.º                                                  | RSC Internacional F. C.                              | 1                                                    | 4                                                    |   |     |                                                      |                                                      |                                                      |                                                      |  |
|  | 2.º                                                  | RSC Internacional F. C.                              | 1                                                    | 4                                                    |   | 3.º | Getafe C. F. "B"                                     | 1                                                    | 1                                                    |                                                      |  |
|  |                                                      |                                                      |                                                      |                                                      |   | 3.º | Getafe C. F. "B"                                     | 1                                                    | 1                                                    |                                                      |  |
|  |                                                      |                                                      | 2.º                                                  | RSC Internacional F. C.                              | 0 | 1   |                                                      |                                                      |                                                      |                                                      |  |
|  | 4.º                                                  | / C. D. B. Paracuellos Antamira                      | 2.º                                                  | RSC Internacional F. C.                              | 0 | 1   | 2                                                    | 1                                                    |                                                      |                                                      |  |
|  | 4.º                                                  | / C. D. B. Paracuellos Antamira                      |                                                      |                                                      |   |     | 2                                                    | 1                                                    |                                                      |                                                      |  |
|  | 3.º                                                  | Getafe C. F. "B" (t. s.)                             | 2                                                    | 1                                                    |   |     |                                                      |                                                      |                                                      |                                                      |  |
|  | 3.º                                                  | Getafe C. F. "B" (t. s.)                             | 2                                                    | 1                                                    |   |     |                                                      |                                                      |                                                      |                                                      |  |
|  |                                                      |                                                      |                                                      |                                                      |   |     |                                                      |                                                      |                                                      |                                                      |  |

### Semifinales

#### RSC International F. C.vs.C. D. Móstoles URJC
| Ida; 30 de abril de 2023; 12:00 | C. D. Móstoles URJC                        | 2:1 (1:0) | RSC International F. C.         | Estadio el Soto, Móstoles  |                            |
|                                 | - Álvaro Portilla 14' - Jesús Salmerón 61' | Reporte   | - 90+1' (pen.) Esteban Aparicio | Árbitro(s): Bustos Pereira | Árbitro(s): Bustos Pereira |

| Vuelta; 7 de mayo de 2023; 18:00           | RSC International F. C.                                       | 4:0 (1:0) (Global 5:2) | C. D. Móstoles URJC | Ciudad Real Madrid, Campo 5, Madrid |                                 |
|                                            | - Esteban Aparicio 45', 48', 58' - Ignacio Recalde 60' (a.g.) | Reporte                |                     | Árbitro(s): De la Mata Martínez     | Árbitro(s): De la Mata Martínez |
| RSC International F. C. avanza a la final. |                                                               |                        |                     |                                     |                                 |

| Pasa a la final RSC International F. C. |
| --------------------------------------- |

#### Getafe C. F. "B"vs.C. D. B. Paracuellos Antamira
| Ida; 30 de abril de 2023; 11:30 | C. D. B. Paracuellos Antamira /                 | 2:2 (2:2) | Getafe C. F. "B"                       | Inst. Dep. La Oliva, Majadahonda |                          |
|                                 | - Alejandro Claverías 30' - Markus Anderson 45' | Reporte   | - Abdoulaye Keita 6' - Diego López 37' | Árbitro(s): Muñoz Moreno         | Árbitro(s): Muñoz Moreno |

| Vuelta; 7 de mayo de 2023; 11:30                                  | Getafe C. F. "B"      | 1:1 (1:1, 0:1) (t. s.)(Global 3:3) | C. D. B. Paracuellos Antamira | Ciudad deportiva Fernando Santos de la Parra, Getafe |                             |
|                                                                   | - Abdoulaye Keita 65' | Reporte                            | - 42' Paulo Rodríguez         | Árbitro(s): López Montalbán                          | Árbitro(s): López Montalbán |
| Getafe C. F. "B" avanza a la final, después de jugar la prórroga. |                       |                                    |                               |                                                      |                             |

| Pasa a la final Getafe C. F. "B" |
| -------------------------------- |

### Final

#### RSC Internacional F. C.vs.Getafe C. F. "B"
| Ida; 14 de mayo de 2023; 11:30 | Getafe C. F. "B" | 1:0 (1:0) | RSC Internacional F. C. | Ciudad deportiva Fernando Santos de la Parra, Getafe |                            |
|                                | - César Gómez 1' | Reporte   |                         | Árbitro(s): Conde Clemente                           | Árbitro(s): Conde Clemente |

| Vuelta; 20 de mayo de 2023; 17:00        | RSC Internacional F. C. | 1:1 (1:0) (Global 1:2) | Getafe C. F. "B"          | Ciudad Real Madrid, Campo 6, Madrid |                            |
|                                          | - Jeremy J. Jorge 27'   | Reporte                | - 80' (pen.) Santi García | Árbitro(s): Gómez Blázquez          | Árbitro(s): Gómez Blázquez |
| Getafe C. F. "B" avanza a la fase final. |                         |                        |                           |                                     |                            |

| Accede a la fase final de ascenso a Segunda Federación Getafe C. F. "B" |

## Clasificado a laCopa del Rey 2023-24
| Bandera de la Comunidad de Madrid |
| C. D. E. Ursaria                  |
| 1.º Grupo                         |

Nota: Hay posibilidad de que el subcampeón u otro clasificado posterior se clasifique a la Copa del Rey siempre que no sea un equipo filial/afiliado.

## Estadísticas

### Máximos goleadores
| Pos. | Jugador          | Equipo                  | Goles | Part. | Pen. | PG. | Prom. | Min.  | M/G  |
| ---- | ---------------- | ----------------------- | ----- | ----- | ---- | --- | ----- | ----- | ---- |
| 1.º  | Esteban Aparicio | RSC Internacional F. C. | 24    | 33    | 2    | 18  | 0.73  | 2668' | 111' |
| 2.º  | Jacobo Alcalde   | C. D. E. Ursaria        | 18    | 26    | 3    | 12  | 0.69  | 2238' | 124' |
| 3.º  | José Luis Cortes | / C. D. B. Paracuellos  | 14    | 31    | 3    | 11  | 0.45  | 2014' | 144' |
| 4.º  | Álex Kosty       | C. D. Galapagar         | 13    | 28    | 0    | 10  | 0.46  | 2026' | 156' |
| =    | Álvaro Portilla  | C. D. Móstoles URJC     | 13    | 30    | 2    | 10  | 0.43  | 2535' | 195' |
| 6.º  | César Gómez      | Getafe C. F. "B"        | 11    | 31    | 0    | 8   | 0.35  | 2127' | 193' |
| 7.º  | Marc Echarri     | Las Rozas C. F.         | 10    | 26    | 1    | 9   | 0.38  | 1376' | 138' |
| =    | Markus Anderson  | / C. D. B. Paracuellos  | 10    | 29    | 0    | 8   | 0.34  | 1746' | 175' |
| =    | Lorenzo Aguado   | RSC Internacional F. C. | 10    | 30    | 2    | 8   | 0.33  | 2433' | 243' |
| =    | Víctor Muñoz     | RSC Internacional F. C. | 10    | 31    | 0    | 9   | 0.32  | 2411' | 241' |

### Mejor portero
| Pos. | Jugador                  | Equipo                   | G.E. | P.J. | Inva. | Coef. |
| ---- | ------------------------ | ------------------------ | ---- | ---- | ----- | ----- |
| 1.º  | Fran Martínez            | C. D. E. Ursaria         | 22   | 30   | 14    | 0.73  |
| 2.º  | Josele Martínez          | Getafe C. F. "B"         | 19   | 22   | 10    | 0.86  |
| 3.º  | Manolo Delgado           | R. S. D. Alcalá          | 25   | 27   | 10    | 0.93  |
| 4.º  | Dani Vicente             | RSC Internacional F. C.  | 23   | 22   | 9     | 1.05  |
| 5.º  | José T. González         | Las Rozas C. F.          | 19   | 17   | 8     | 1.12  |
| 6.º  | Álex Dos Santos          | C. D. Móstoles URJC      | 32   | 27   | 7     | 1.19  |
| 7.º  | Guillermo "Willy" Gascón | C. F. Pozuelo de Alarcón | 22   | 18   | 4     | 1.22  |
| 8.º  | Néstor Díaz              | C. F. Trival Valderas    | 29   | 23   | 7     | 1.26  |

### Récords
- Primer gol de la temporada: Anotado por Esteban Aparicio, para el RSC Internacional F. C.
RSC Internacional F. C. vs. C. F. Fuenlabrada Promesas (11 de septiembre de 2022).
- Último gol de la temporada: Anotado por Santi García, para el Getafe C. F. "B"
RSC Internacional F. C. vs. Getafe C. F. "B" (20 de mayo de 2023).
- Mayor número de goles marcados en un partido: 8 goles
C. D. Galapagar 7 – 1 C. F. Pozuelo de Alarcón (16 de abril de 2023).
- Mayor victoria local:
Rayo Vallecano "B" 6 – 0 Real Aranjuez C. F. (2 de abril de 2023).
- Mayor victoria visitante:
C. U. Collado Villalba 0 – 6 Getafe C. F. "B" (19 de febrero de 2023).

### Tripletes o más
A continuación se detallan los tripletes conseguidos a lo largo de la temporada.
| Fecha                | Jugador          | Goles       | Local                    |                                | Resultado |                                  | Visitante           | Rep.                 |
| -------------------- | ---------------- | ----------- | ------------------------ | ------------------------------ | --------- | -------------------------------- | ------------------- | -------------------- |
| 5 de febrero de 2023 | César Gómez      | 7' 49' 68'  | C. F. Pozuelo de Alarcon |                                | 0 – 4     | Bandera del municipio de Getafe  | Getafe C. F. "B"    | Jornada 19           |
| 5 de marzo de 2023   | Jacabo Alcalde   | 44' 47' 60' | C. D. E. Ursaria         |                                | 5 – 1     |                                  | Real Aranjuez C. F. | Jornada 23           |
| 7 de mayo de 2023    | Esteban Aparicio | 44' 48' 58' | RSC Internacional F. C.  | Bandera de la Ciudad de Madrid | 4 – 0     | Bandera de la ciudad de Móstoles | C. D. Móstoles URJC | Playoff 1/4 (vuelta) |

### Rachas
- Mayor racha invicta: 24 partidos
 C. D. E. Ursaria
- Mayor racha de victorias: 7 partidos
 RSC Internacional F. C.
- Mayor racha de partidos sin ganar: 12 partidos
 Real Aranjuez C. F.
- Mayor racha de derrotas: 6 partidos
 Real Aranjuez C. F.

### Disciplina
- Equipo con más tarjetas amarillas: (109) Rayo Vallecano "B".
- Jugador con más tarjetas amarillas: (14) Sergio Martínez, Chiqui (Real Aranjuez C. F.), Jaime Alcolado (Rayo Vallecano "B").
- Equipo con más tarjetas rojas: (11) Rayo Vallecano "B".
- Jugador con más tarjetas rojas: (4) Daniel Prada (C. D. Móstoles URJC).

## Copa RFFM de Tercera División
La Copa RFFM de Tercera División de esta temporada 2022-23 correspondería a la quinta edición, no se disputó por falta de fechas. Ya que varios equipos, clasificados para esta competición, decirieron jugar la Copa RFEF (Fase Regional de Madrid).
Los ocho equipos participantes habrían sido, por orden de clasificación, los siguientes:
| Pos.(1) | Tercera División RFEF 2021-22 (Grupo VII) |
| ------- | ----------------------------------------- |
| 2.°     | Las Rozas C. F.                           |
| 3.°     | C. F. Fuenlabrada Promesas                |
| 5.°     | C. D. B. Paracuellos Antamira             |
| 6.°     | C. D. E. Ursaria(2)                       |
| 7.°     | R. S. D. Alcalá(2)                        |
| 8.°     | Getafe C. F. "B"                          |
| 9.°     | Rayo Vallecano "B"                        |
| 10.°    | A. D. Torrejón C. F.(2)                   |